# Ramstein-Miesenbach
Ramstein-Miesenbach es una ciudad en el distrito de Kaiserslautern, de la que dista 14 km, en el estado federado de Renania-Palatinado, Alemania.

## Historia
En Ramstein se estableció en 1951 la que fue en ese momento la base más grande de los Estados Unidos en Europa. La base utilizó originalmente como pista de aterrizaje un tramo de la autopista Mannheim-Saarbrücken, donde las fuerzas armadas alemanas (la Luftwaffe) habían construido un campo de aviación utilizado en la Segunda Guerra Mundial.  
El 28 de agosto de 1988, en lo que se conoce como el Desastre de Ramstein, se tocan en vuelo tres aviones de la patrulla acrobática italiana “Las flechas tricolores”, uno de los cuales cae a tierra y explota, causando 70 muertos y casi 400 heridos. 
El accidente ocurrido en Ramstein dio origen al nombre del grupo de música alemán Rammstein, los miembros del grupo, por un error ortográfico, escribieron el nombre con 2 'm', en vez de una.
En la base militar aterrizó en febrero de 2003 un avión en el que iba un Imán que había sido secuestrado en Milán por agentes de la CIA que lo llevaron a El Cairo bajo el procedimiento extralegal conocido como Rendición extraordinaria.

## Geografía
Ramstein-Miesenbach está situado 20 km al oeste de Kaiserslautern, en el borde la reserva biológica Pfälzerwald.
La ciudad es el resultado de haberse mancomunado dos partes, Ramstein y Miesenbach, de modo que en Ramstein viven 6.339 habitantes, y en Miesenbach 2.417 personas.

## Ciudades Hermanadas
- Balatonlelle, Hungría
- Goldsboro, Carolina del Norte, Estados Unidos
- Maxéville, Francia
- Rota, España